# Les Mystères d'Hunter Street
 (juillet 2018).
Si vous disposez d'ouvrages ou d'articles de référence ou si vous connaissez des sites web de qualité traitant du thème abordé ici, merci de compléter l'article en donnant les références utiles à sa vérifiabilité et en les liant à la section « Notes et références ».
Les Mystères d'Hunter Street (Hunter Street) est une série télévisée néerlandaise en 90 épisodes de 23 minutes créée par Reint Schölvinck et Melle Runderkamp, diffusée aux États-Unis du 11 mars 2017 au 27 septembre 2019 sur Nickelodeon pour les deux premières saisons et sur TeenNick pour la troisième, et au Canada à partir du 12 avril 2017 sur YTV. La quatrième saison a été diffusée sur Nickelodeon au Royaume-Uni.
Le 25 juin 2018, il a été annoncé que la série serait bientôt diffusée sur le site de vidéo à la demande Hulu.
En France, la série est diffusée depuis le 1er mai 2018 sur Nickelodeon Teen et en Belgique sur Nickelodeon Belgique. Elle reste inédite dans les autres pays francophones.

## Synopsis

### Saison 1
Cinq enfants d'accueil à Amsterdam de la famille Hunter veulent tenter de savoir ce qui est arrivé à leurs parents adoptifs disparus.

### Saison 2
La famille Hunter est confrontée à un autre mystère lorsque leur père nourricier, Erik, est accusé d'un crime et qu'il appartient aux enfants de classer l'affaire et d'effacer son nom.

### Saison 3
Pour son anniversaire, Anika reçoit une pyramide ainsi qu'une moitié de carte au trésor accompagnée d'un appel mystérieux. Puis, lors de vacances dans une contrée des Pays-bas, les Hunter découvrent une maison censée être une « maison d'hôtes » mais qui se trouve être en réalité un petite maisonnette remplie de bizarreries aztèques et de tout genre. Ils se lancent dans des aventures épiques et pleines de suspense alors qu'ils rencontrent des indices déroutants, des salles secrètes et des révélations inattendues, et découvrent ce qu'est l'histoire d'Anika.

### Saison 4
Encore plus de mystères, de secrets et de complots dans cette quatrième saison, cette fois ci, les Hunter sont en grand danger et se font torturer par un mystérieux maître-chanteur… Comment vont-ils le vivre ? Combattront-ils cet ennemi cette fois ? Réussiront-ils à s’en sortir ?

## Distribution

### Acteurs principaux
- Stony Blyden : Maximilian « Max » Hunter (saison 1 et 2)
- Mae Mae Renfrow : Tess Hunter (saison 1 et 2)
- Kyra Smith : Anika « Nika » Hunter
- Thomas Jansen : Daniel « Dani » Hunter (saison 1 et 2)
- Daan Creyghton : Salvatore « Sal » Hunter (saison 1-3)
- Wilson Radjou-Pujalte : Jacob « Jake » Hunter (saison 2-3)
- Kate Bensdorp : Evelyne Ruybosch / « Evie » Hunter (saison 2-4)
- Eliyha Altena : Oliver « Olly » Peters (saison 3-4)
- Sarah Nauta (nl) : Jasmyn (saison 3-4)

### Acteurs secondaires
- Ronald Top (nl) (VF : Franck Dacquin)[4] : Erik Hunter
- Tooske Ragas : Kate Hunter
- Yootha Wong-Loi-Sing : Simone (saison 1 à 2)
- Zoe Harding : Sophie (saison 1 à 2)
- Barnaby Savage : Tim (saison 1 à 2)
- Alyssa Guerrouche : Jennie (saison 2 et 4)
- Chrisje Comvalius : la bibliothécaire (saison 2)
- Geerteke van Lierop : Josephine Hunter
- Mark Wijsman : Jerry (saison 2)
- Cystine Carreon : Dottie (saison 3)

Version française
- Sociétés de doublage : Lylo Media Group Belgique
- Direction artistique : Laurence Stévenne
- Adaptation : ?

## Production

### Développement
La série est produite aux Pays-Bas par Blooming Media et a été co-développée avec la série télévisée néerlandaise de Nickelodeon De Ludwigs (nl).
Nickelodeon a fait savoir que la première saison de la série contiendrait 20 épisodes le 2 mars 2017.
La série a été renouvelée pour une deuxième saison de 20 épisodes le 25 avril 2017.
Le 27 juillet 2018, la série est renouvelée pour une troisième saison de trente épisodes,.
Le 12 mai 2019, il a été annoncé que la troisième saison serait diffusée en première sur Nickelodeon le 22 juillet 2019, mais la suite des épisodes a été diffusée sur TeenNick le 29 juillet 2019.
Le 10 février 2020, il a été annoncé qu'il y aura une quatrième saison.

### Fiche technique
Sauf indication contraire, les informations mentionnées dans cette section peuvent être confirmées par la base de données cinématographiques IMDb,  présente dans la section « Liens externes ».
- Titre français : Les Mystères d'Hunter Street
- Titre original : Hunter Street
- Création : Reint Schölvinck, Melle Runderkamp
- Réalisation : Erwin Van Den Eshof, Hans Somers
- Scénario : Reint Schölvinck, Melle Runderkamp, Anne Louise Verboon, Pauline Van Mantgem, Pasja Van Dam, Elle Van Rijn, Willem Bosch, Nienke Römer, Wolter Muller, Judith Goudsmit, Michel Bonset, Jeroen van der Zee, Elizabeth Lodeizen, Marije Willemsen, Paul de Vrijer
- Musique :
  - Compositeur(s) : Ronald Schilperoort
  - Thème de fin : Feel Good chanté par Stony Blyden
- Production : Rogier Visser, Willem Zijlstra, Frank Jan Horst
- Société(s) de production : Blooming Media, Nickelodeon Productions
- Pays d'origine :  Pays-Bas
- Langue originale : Anglais
- Format :
  - Format image : 720p (HDTV)
  - Format audio : 5.1 surround sound
- Genre : Comédie, aventure
- Durée : 22 minutes
- Diffusion :  États-Unis,  Canada,  France,  Belgique
- Public : Tout public

## Épisodes
| Saison | Saison | Épisodes | États-Unis      | États-Unis        | France           | France            |
| Saison | Saison | Épisodes | Début de saison | Fin de saison     | Début de saison  | Fin de saison     |
| ------ | ------ | -------- | --------------- | ----------------- | ---------------- | ----------------- |
|        | 1      | 21       | 11 mars 2017    | 7 avril 2017      | 1er mai 2018     | 22 septembre 2018 |
|        | 2      | 20       | 29 janvier 2018 | 23 février 2018   | 9 avril 2018     | 4 mai 2018        |
|        | 3      | 30       | 22 juillet 2019 | 27 septembre 2019 | 7 septembre 2019 | 21 décembre 2019  |
|        | 4      | 20       | 19 avril 2021   | 20 mai 2021       | 7 février 2022   | 4 mars 2022       |

### Saison 1 (2017)
| N°    | #     | Titre français                        | Titre original                    | Première diffusion | Première diffusion | Code prod. |
| ----- | ----- | ------------------------------------- | --------------------------------- | ------------------ | ------------------ | ---------- |
| 1     | 1     | Un nouveau Hunter                     | The New Hunter                    | 1er mai 2018       | 11 mars 2017       | 101        |
| 2     | 2     | Saganash                              | Saganash                          | 2 mai 2018         | 13 mars 2017       | 102        |
| 3     | 3     | La pièce secrète                      | The Secret Room                   | 3 mai 2018         | 14 mars 2017       | 103        |
| 4     | 4     | La principale                         | Principal                         | 4 mai 2018         | 15 mars 2017       | 104        |
| 5     | 5     | Rinus                                 | Rinus                             | 5 mai 2018         | 16 mars 2017       | 105        |
| Spéc. | Spéc. | Indice dans: Un spécial Hunter Street | Clued In: A Hunter Street Special | 2 septembre 2018   | 17 mars 2017       | 999        |
| 6     | 6     | Le grand amour de Joséphine           | The Key                           | 8 mai 2018         | 20 mars 2017       | 106        |
| 7     | 7     | La chasse à Saganash                  | The Blue Diamond                  | 9 mai 2018         | 21 mars 2017       | 107        |
| 8     | 8     | MGP                                   | MGP                               | 10 mai 2018        | 22 mars 2017       | 108        |
| 9     | 9     | Tante Hedwig et Oncle Eugene          | Aunt Hedwig & Uncle Eugene        | 11 mai 2018        | 23 mars 2017       | 109        |
| 10    | 10    | Contact                               | Contact                           | 12 mai 2018        | 24 mars 2017       | 110        |
| 11    | 11    | Les représentants                     | The Relatives                     | 11 septembre 2018  | 27 mars 2017       | 111        |
| 12    | 12    | Le diamant rouge                      | The Red Diamond                   | 12 septembre 2018  | 28 mars 2017       | 112        |
| 13    | 13    | La carte de Cassandra                 | Cassandra's Map                   | 13 septembre 2018  | 29 mars 2017       | 113        |
| 14    | 14    | L'anniversaire d'Anika                | Anika's Birthday                  | 14 septembre 2018  | 30 mars 2017       | 114        |
| 15    | 15    | Le labyrinthe                         | The Maze                          | 15 septembre 2018  | 31 mars 2017       | 115        |
| 16    | 16    | La filature                           | Undercover                        | 18 septembre 2018  | 3 avril 2017       | 116        |
| 17    | 17    | Sophie                                | Sophie                            | 19 septembre 2018  | 4 avril 2017       | 117        |
| 18    | 18    | Bruhl                                 | Bruhl                             | 20 septembre 2018  | 5 avril 2017       | 118        |
| 19    | 19    | Retour imminent                       | Almost Back                       | 21 septembre 2018  | 6 avril 2017       | 119        |
| 20    | 20    | Le dernier acte                       | The Deed                          | 22 septembre 2018  | 7 avril 2017       | 120        |

### Saison 2 (2018)
| N° | #  | Titre français          | Titre original        | Première diffusion | Première diffusion | Code prod. |
| -- | -- | ----------------------- | --------------------- | ------------------ | ------------------ | ---------- |
| 21 | 1  | Le paquet               | The Package           | 9 avril 2018       | 29 janvier 2018    | 201        |
| 22 | 2  | L'arrestation           | The Arrest            | 10 avril 2018      | 29 janvier 2018    | 202        |
| 23 | 3  | Max                     | Max                   | 11 avril 2018      | 30 janvier 2018    | 203        |
| 24 | 4  | Evie                    | Evie                  | 12 avril 2018      | 31 janvier 2018    | 204        |
| 25 | 5  | Le Musée                | The Museum            | 13 avril 2018      | 1er février 2018   | 205        |
| 26 | 6  | La nouvelle amie        | The New Friend        | 16 avril 2018      | 2 février 2018     | 206        |
| 27 | 7  | L'arbre généalogique    | The Family Tree       | 17 avril 2018      | 5 février 2018     | 207        |
| 28 | 8  | Vengeance               | Payback               | 18 avril 2018      | 6 février 2018     | 208        |
| 29 | 9  | Le plan                 | The Plan              | 19 avril 2018      | 7 février 2018     | 209        |
| 30 | 10 | L'anti-vol              | The Reverse Heist     | 20 avril 2018      | 8 février 2018     | 210        |
| 31 | 11 | La taupe                | The Mole              | 23 avril 2018      | 9 février 2018     | 211        |
| 32 | 12 | Le masque vert          | The Green Mask        | 24 avril 2018      | 12 février 2018    | 212        |
| 33 | 13 | La cachette du hacker   | Hacker Hideout        | 25 avril 2018      | 13 février 2018    | 213        |
| 34 | 14 | La super pièce secrète  | The Super Secret Room | 26 avril 2018      | 14 février 2018    | 214        |
| 35 | 15 | La couronne             | The Crown             | 27 avril 2018      | 15 février 2018    | 215        |
| 36 | 16 | Cache-cache             | Hide and Seek         | 30 avril 2018      | 16 février 2018    | 216        |
| 37 | 17 | La péniche              | The Houseboat         | 1er mai 2018       | 20 février 2018    | 217        |
| 38 | 18 | Espions                 | Spy                   | 2 mai 2018         | 21 février 2018    | 218        |
| 39 | 19 | Le rituel               | The Ritual            | 3 mai 2018         | 22 février 2018    | 219        |
| 40 | 20 | Les Hunters pour la vie | Hunters Forever       | 4 mai 2018         | 23 février 2018    | 220        |

### Saison 3 (2019)
| N° | #  | Titre français                  | Titre original             | Première diffusion | Première diffusion | Code prod. |
| -- | -- | ------------------------------- | -------------------------- | ------------------ | ------------------ | ---------- |
| 41 | 1  | Le cadeau d'anniversaire        | The Birthday Gift          | 7 septembre 2019   | 29 juillet 2019    | 301        |
| 42 | 2  | Étrange demeure                 | Strange House              | 7 septembre 2019   | 30 juillet 2019    | 302        |
| 43 | 3  | La tempête                      | The Storm                  | 7 septembre 2019   | 31 juillet 2019    | 303        |
| 44 | 4  | La malédicition de Jake         | Jake's Curse               | 14 septembre 2019  | 1er août 2019      | 304        |
| 45 | 5  | Perdus dans les bois            | Lost In The Woods          | 14 septembre 2019  | 2 août 2019        | 305        |
| 46 | 6  | Oliver                          | Oliver                     | 14 septembre 2019  | 5 août 2019        | 306        |
| 47 | 7  | Le code                         | The Code                   | 21 septembre 2019  | 6 août 2019        | 307        |
| 48 | 8  | Remèdes et énigmes              | Remedies and Riddles       | 21 septembre 2019  | 7 août 2019        | 308        |
| 49 | 9  | Malédiction ou Remède ?         | Curse or Cure?             | 21 septembre 2019  | 8 août 2019        | 309        |
| 50 | 10 | La seconde énigme               | The Seconde Stone          | 28 septembre 2019  | 9 août 2019        | 310        |
| 51 | 11 | Retour à Hunter Street          | Return to Hunter Street    | 28 septembre 2019  | 12 août 2019       | 311        |
| 52 | 12 | Monsieur Nounours               | Mr. Bear                   | 28 septembre 2019  | 13 août 2019       | 312        |
| 53 | 13 | Rex à la rescousse              | Rex to the Rescue          | 5 octobre 2019     | 14 août 2019       | 313        |
| 54 | 14 | Les symboles mystérieux         | Secret Signs               | 5 octobre 2019     | 15 août 2019       | 314        |
| 55 | 15 | Evil Narikoa                    | Evil Narikoa               | 5 octobre 2019     | 16 août 2019       | 315        |
| 56 | 16 | Liens de parenté                | Siblings                   | 23 novembre 2019   | 9 septembre 2019   | 316        |
| 57 | 17 | Au-delà des apparences          | What Hides Beneath         | 23 novembre 2019   | 10 septembre 2019  | 317        |
| 58 | 18 | Le soleil papillon              | The Butterfly Sun          | 23 novembre 2019   | 11 septembre 2019  | 318        |
| 59 | 19 | L'appel d'Erik                  | Appeals                    | 30 novembre 2019   | 12 septembre 2019  | 319        |
| 60 | 20 | Prise au piège                  | Trapped                    | 30 novembre 2019   | 13 septembre 2019  | 320        |
| 61 | 21 | Evasion                         | Escape                     | 30 novembre 2019   | 16 septembre 2019  | 321        |
| 62 | 22 | Les mamans                      | Moms                       | 7 décembre 2019    | 17 septembre 2019  | 322        |
| 63 | 23 | Enlisés                         | Swamped                    | 7 décembre 2019    | 18 septembre 2019  | 323        |
| 64 | 24 | Vérité et mensonges             | Truth and Lies             | 7 décembre 2019    | 19 septembre 2019  | 324        |
| 65 | 25 | L'énigme ultime ?               | The Final Riddle?          | 14 décembre 2019   | 20 septembre 2019  | 325        |
| 66 | 26 | Révélations                     | Revelations                | 14 décembre 2019   | 23 septembre 2019  | 326        |
| 67 | 27 | Une croix marque le bon endroit | Not Quite X Marks the Spot | 14 décembre 2019   | 24 septembre 2019  | 327        |
| 68 | 28 | Épreuves                        | Tricky Times               | 21 décembre 2019   | 25 septembre 2019  | 328        |
| 69 | 29 | La pyramide                     | The Pyramid                | 21 décembre 2019   | 26 septembre 2019  | 329        |
| 70 | 30 | L'Éclipse                       | Eclipse                    | 21 décembre 2019   | 27 septembre 2019  | 330        |

### Saison 4 (2021)
| N° | #  | Titre français                  | Titre original                 | Première diffusion | Première diffusion | Code prod. |
| -- | -- | ------------------------------- | ------------------------------ | ------------------ | ------------------ | ---------- |
| 71 | 1  | Invité surprise                 | An Unexpected Guest            | 7 février 2022     | 19 avril 2021      | 401        |
| 72 | 2  | Barbu mystère et doudou bizarre | Babies, Bunnies and Beards     | 8 février 2022     | 20 avril 2021      | 402        |
| 73 | 3  | Sally Hunter                    | Sally Hunter                   | 9 février 2022     | 21 avril 2021      | 403        |
| 74 | 4  | Impasse quantique               | Quantum Problems and Dead Ends | 10 février 2022    | 22 avril 2021      | 404        |
| 75 | 5  | Assignation à résidence         | House Arrest                   | 11 février 2022    | 26 avril 2021      | 405        |
| 76 | 6  | L'intrus                        | The Intruder                   | 14 février 2022    | 27 avril 2021      | 406        |
| 77 | 7  | Manipulation mentale            | Mind Games                     | 15 février 2022    | 28 avril 2021      | 407        |
| 78 | 8  | Entrée par effraction           | Break-in                       | 16 février 2022    | 29 avril 2021      | 408        |
| 79 | 9  | En parlant de Représentants…    | Relatively Speaking            | 17 février 2022    | 3 mai 2021         | 409        |
| 80 | 10 | Des ennemis de l'intérieur      | Enemies Within                 | 18 février 2022    | 4 mai 2021         | 410        |
| 81 | 11 | Maléfika                        | Badika                         | 21 février 2022    | 5 mai 2021         | 411        |
| 82 | 12 | Opération Berceuse              | Operation Rockabye             | 22 février 2022    | 6 mai 2021         | 412        |
| 83 | 13 | Somnambules                     | Sleepwalkers                   | 23 février 2022    | 10 mai 2021        | 413        |
| 84 | 14 | Il faut sauver Anika            | Saving Anika                   | 24 février 2022    | 11 mai 2021        | 414        |
| 85 | 15 | La taupe                        | I Spy                          | 25 février 2022    | 12 mai 2021        | 415        |
| 86 | 16 | Hologramme déverrouillé         | Hologram: Unlocked             | 28 février 2022    | 13 mai 2021        | 416        |
| 87 | 17 | La pièce manquante              | The Missing Piece              | 1er mars 2022      | 17 mai 2021        | 417        |
| 88 | 18 | Phase de test                   | Testing Times                  | 2 mars 2022        | 18 mai 2021        | 418        |
| 89 | 19 | Cerveaux lessivés               | Brainwooshed                   | 3 mars 2022        | 19 mai 2021        | 419        |
| 90 | 20 | La confrontation                | Showdown                       | 4 mars 2022        | 20 mai 2021        | 420        |

## Accueil

### Audiences
| Saison | Début de saison   | Début de saison | Début de saison | Fin de saison     | Fin de saison   | Fin de saison | Moyenne des téléspectateurs |
| Saison | Date de diffusion | Téléspectateurs | Réf.            | Date de diffusion | Téléspectateurs | Réf.          | Moyenne des téléspectateurs |
| ------ | ----------------- | --------------- | --------------- | ----------------- | --------------- | ------------- | --------------------------- |
| 1      | 11 mars 2017      | 1 820 000       | [ 10 ]          | 7 avril 2017      | 1 550 000       | [ 11 ]        | 1 320 000                   |
| 2      | 29 janvier 2018   | 810 000         | [ 12 ]          | 23 février 2018   | 890 000         | [ 13 ]        | 960 000                     |
| 3      | 29 juillet 2019   | 110 000         | [ 14 ]          | 27 septembre 2019 | 160 000         | -             | 100 000                     |